# Zdeněk Zbytek
Zdeněk Zbytek (* 21. prosince 1951) je český podnikatel a bývalý voják. Do roku 1991 byl důstojníkem Československé lidové armády a její nástupkyně Československé armády v hodnosti plukovníka. Proslavil se svým projevem z doby sametové revoluce, v němž jako velitel tankové divize deklaroval podporu tehdejšímu vedení Komunistické strany Československa (KSČ). Za toto vystoupení byl v roce 1991 z armády propuštěn. Od té doby se věnuje podnikání.
Přátelí se s bývalým českým prezidentem Milošem Zemanem, s nímž ho seznámil Pavel Dostál. Některými novinami byl označen za „nového Šloufa“ v narážce na Miroslava Šloufa. Spoluzakládal Stranu práv občanů ZEMANOVCI. Doprovázel exprezidenta Miloše Zemana na jeho zahraničních cestách, včetně konference na Rhodu, kterou pořádá Vladimir Jakunin, bývalý rozvědčík KGB a důvěrník ruského prezidenta Vladimira Putina. Ve své firmě Mold Vin zaměstnával druhou Zemanovu manželku Ivanu.

## Vojenská kariéra

### Studium a velitelské posty
V letech 1967 až 1970 vystudoval Střední vojenskou školu Jana Žižky z Trocnova. Poté pokračoval studiem na Vysoké vojenské škole Pozemního vojska ve Vyškově. Studium ukončil v roce 1974 v hodnosti poručíka a s titulem inženýr. Po absolvování vysoké školy krátce působil v Uherském Hradišti jako velitel motostřelecké roty, poté byl jmenován zpravodajským náčelníkem tamějšího pluku. V letech 1976–1978 absolvoval postgraduální studium na Vojenské Akademii v Brně, poté byl v srpnu 1978 převelen k 15. motostřelecké divizi a jmenován v hodnosti nadporučíka velitelem tankového praporu. Po měsíci byl jmenován zástupcem velitele motostřeleckého pluku. Tuto funkci vykonával do listopadu 1981, kdy byl jmenován v hodnosti kapitána velitelem tankového pluku v Českých Budějovicích. Zde byl povýšen do hodnosti majora a v listopadu 1985 byl převelen k 1. tankové divizi ve Slaném a jmenován do funkce náčelníka štábu této divize. Funkci vykonával do září 1986. Poté nastoupil studium na Vojenské akademii Generálního štábu ozbrojených sil SSSR v Moskvě, které ukončil v červenci 1988. V září 1988 byl povýšen na podplukovníka a vrátil se do funkce náčelníka štábu 1. tankové divize. Dne 8. září 1989 se stal velitelem této divize.

### Projev v prosinci 1989 ověrnosti KSČ
1. prosince 1989, během sametové revoluce, vystoupil na sjezdu rolníků. Deklaroval jednotu armády a její věrnost KSČ, a prohlásil, že armáda nepůjde proti pracujícímu lidu. Dále jménem armády požadoval důsledné dodržování tehdejších zákonů a požadoval potrestání těch, kdo hanobili hlavu státu. Na základě tohoto projevu byl médiích několikrát obviněn, že v roce 1989 coby velitel tankové divize nabídl svou jednotku pro zakročení proti demonstrantům v Praze. V jeho projevu však výslovně nic o vyslání tanků na Prahu nezaznělo. Tato interpretace vznikla až na zpravodajském serveru neaktuality.cz, jehož redakce nadepsala záznam projevu titulkem „Zdeněk Zbytek hodlá poslat tanky na Prahu (1989).“ Na tomto zpravodajském serveru byla 2.  prosince 2014 zveřejněna veřejná omluva za toto tvrzení. Obdobně se vyjádřil také server Hospodářských novin. Na rozdíl od toho uvedl bývalý ministr obrany a velvyslanec v Rusku Luboš Dobrovský: „I když Zbytek explicitně neřekl, že tanky vytáhnou na Prahu, tak v tom projevu jasně naznačoval, že je ochoten zasáhnout.“

### Po roce 1989
9. května 1990 byl povýšen na plukovníka, velitelem tankové divize byl až do října 1990. Poté zastával funkci vedoucího staršího důstojníka Správy bojové přípravy Pozemního vojska ministerstva obrany. Z armády byl propuštěn k 31. prosinci 1991 na základě samostatného rozkazu prvního civilního ministra obrany po sametové revoluci Luboše Dobrovského. Důvodem podle Zbytka mělo být jeho vystoupení na sjezdu rolníků v prosinci 1989.
Ještě před propuštěním z armády si vyřídil živnostenský list a začal podnikat.

## Podnikatelská kariéra
Zbytek se angažoval v kůrovcové kauze v Národním parku Šumava, podle svých slov má k Šumavě vztah. Je známo, že tam vlastní řadu nemovitostí. Ve svém podnikání se orientuje zejména na Rusko a další postsovětské republiky. Kvůli svým vztahům se „starými sovětskými strukturami“ je už od devadesátých let sledován Bezpečnostní informační službou. Mezi jeho přátele patří například Igor Střelec, bývalý příslušník komunistické rozvědky, který je spojován s ruským miliardářem Olegem Bojkou, provozovatelem sítě heren v Česku.[zdroj?]

## Ocenění
Ruský biografický institut udělil Zdeňku Zbytkovi titul Člověk roku 2016 za upevňování vztahů mezi Českem a Ruskem. Spolu s ním toto ocenění získali například Fidel Castro a kazachstánský prezident Nursultan Nazarbajev .